# 天竺
天竺，通“天柱”，是汉文化中对中国西南部山区的泛称，包括横断山脉和山脉西南中南半岛北部、青藏高原东南部及秦岭部分山区等，杭州西湖以西灵隐至琅岭一带也称天竺。
根据四库全书四海华夷总图，东天竺东起四川盆地以西黑水（今四川阿坝自治州），南天竺南至中南半岛南天池（今中南半岛柬埔寨境内洞里萨湖北暹粒附近）。
部分现代文献中，「天竺」为東亞对印度的称呼，广义上也指整个南亚次大陆。在一些古代文献或传说中，由于佛教源于印度，天竺有时被称为西天。

## 概論
“天竺”这一称呼最早可以追溯到古波斯语中印度教（「*Hinduka」）一词的中文音译，读作「l̥induk」或者*qʰl'iːn  tuɡ——这一词语最早为公元前6世纪于印度西北部旅行的波斯人依照印度河的梵语名称（Sindhu）命名得来。除此之外，汉语中对古印度的称呼还有「身毒」(n̥i[ŋ][d]ˤuk) 、「天篤」、印特伽等。南朝劉宋范晔曾在《后汉书·西域传》中对天竺有十分详细的描述：
“天竺国一名身毒，在月氏之东南数千里。俗与月氏同，而卑湿暑热。其国临大水。乘象而战。其人弱于月氏，修浮图道，不杀伐，遂以成俗。从月氏、高附国以西，南至西海，东至磐起国，皆身毒之地。身毒有别城数百，城置长。别国数十，国置王。虽各小异，而俱以身毒为名，其时皆属月氏。月氏杀其王而置将，令统其人。土出象、犀、玳瑁、金、银、铜、铁、铅、锡，西与大秦通，有大秦珍物。又有细布、好毾卫、诸香、石蜜、胡椒、姜、黑盐。”
由于天竺可划分为中部、东西和南北五大区域，中国古代也将天竺称作五天竺。在朝鲜半岛新罗时期的《往五天竺国传》中，这一词语即被用于指代当时的印度。
在日本，不少著名作品中亦使用「天竺」二字指代古时的印度；其中包括《西游记》的日文译本。

## 讀音
歷史之音變過程爲：
1. 「身毒」（[n̥iŋ dˁuk]）
2. 「天竺」（[tʰen ʈiuk]）
3. 「賢豆」（[ɦen dəu]）、「狷篤」（[kʷiɛn tuok]）、「乾篤」（[gian tuok]）
4. 「印度」（[ʔin duo]）

## 相似名
- 天毒國 : 山海經所記載位於古朝鮮附近的國名，不一定指印度。
- 捐毒國，在今新疆喀什以西至吉爾吉斯和塔吉克連接地帶。
- 中國 (佛教)：印度佛教思想中形容佛法興盛之地

## 延伸阅读
[在维基数据编辑]
 《欽定古今圖書集成·方輿彙編·邊裔典·天竺部》，出自陈梦雷《古今圖書集成》
 《後漢書·卷88》，出自范晔《後漢書》
 《梁書/卷54》，出自姚思廉《梁書》
 《南史·卷78》，出自李延壽《南史》
 《舊唐書·卷198》，出自刘昫《舊唐書》
 《新唐書·卷221上》，出自《新唐書》
 《宋史·卷490》，出自脱脱《宋史》